# Томмазо Бушетта
Томмазо Бушетта (13 липня 1928 — 2 квітня 2000) — сицилійський мафіозі. Хоча він не був першим пентіто (інформатором) в італійській програмі захисту свідків, він був першим важливим мафіозі, що порушив омерту.

## Біографія
Він був молодшим із 17 дітей, які росли в бідній області Палермо, звідки він втік, будучи пов'язаним із злочином у молодому віці. Він уперше почав працювати на мафію в 1945 році і наступного року він був повноцінним членом родини Порта Нуова. Його першим босом був Джузеппе Кало. Його першою роботою була переважно контрабанда сигарет.
Після різанини в Чіакуллі в 1963 році Бушетта втік до США, де місцева родина Гамбіно допомогла йому розпочати бізнес, пов'язаний з піцою. У 1968 році Бушетта був визнаний винним у подвійному вбивстві, але вирок був заочним, оскільки він не був заарештований (в Італії можливо виносити вирок втікачам за їх відсутності). Оскільки італійська влада не просила його екстрадицію, його було звільнено. Бушетта поїхав до Бразилії, де він створив мережу з незаконного обігу наркотиків. У 1972 році Бушетта був заарештований і зазнав тортур з боку бразильського військового режиму, а потім екстрадований до Італії, де він почав відбувати довічне ув'язнення за скоєне раніше подвійне вбивство. У 1980 році, у день визволення з в'язниці, він знову втік до Бразилії, щоб уникнути Другої мафіозної війни, підбурюваної Тото Ріїна, що згодом призвело до загибелі багатьох союзників Бушетта, зокрема Стефано Бонтаде. Заарештований ще раз у 1983 році, Бушетта був відправлений назад до Італії. Він спробував вчинити самогубство, і коли це не вдалося, він вирішив, що остаточно розчарувався в мафії. Бушетта попросив поговорити з Джованні Фальконе і почав своє життя як пентіто.

### Пентіто
В Італії він допоміг суддям Джованні Фальконе і Паоло Борселліно досягти значних успіхів у боротьбі з організованою злочинністю (пізніше обох вбила мафія) . Він був головним свідком у максіпроцесі, що призвело до ув'язнення майже 350 мафіозі. Бушетта показав існування та функціонування Комісії сицилійської мафії. Це дозволило Фальконе стверджувати, що Коза Ностра була єдиною ієрархічною структурою, керованою Комісією та її лідерами, які зазвичай не бруднили руки злочинами особисто, і вона може нести відповідальність за злочинну діяльність, яка була вчинена на користь організації. Це стало відомо як «теорема Бушетти» і було визнано юридично з підтвердженням при максіпроцесі в січні 1992 року.
Його свідчення в піцерійній справі в середині 1980-х років дозволили схопити сотні гангстерів в Італії та США, зокрема Гаетано Бадаламенті.
Як винагороду за допомогу Бушетту було дозволено жити в США з новими документами по програмі захисту свідків. Він, як повідомляється, зазнав пластичної операції, щоб приховати свою особистість. Іноді він давав інтерв'ю, але його обличчя завжди було пікселізовано. В інтерв'ю італійському журналісту Енцо Бєяджі Бушетта весело вихвалявся, що він втратив цноту у віці восьми років з повією за пляшку оливкової олії. Бушетта був одружений тричі і мав шістьох дітей, і в один момент опинився під підозрою мафії за зраду своєї першої дружини: в очах мафії перелюб було більшим злочином, ніж убивство. Ймовірно, члени «сім'ї» резонно вважали, що якщо він здатний зрадити дружину — то здатний зрадити і «сім'ю». Перебуваючи у в'язниці сімдесятих, він дізнався, що його бос хоче виключити його з організації. Судді та поліцейські вважали його дуже ввічливим та інтелігентним, хоча іноді схильний до марнославства. Як і більшість інформаторів, Бушетта був іноді дещо скупим на правду. Одного разу він заявив, що він ніколи не займався наркоторгівлею, хоча він колись казав, що всі в мафії залучені до цього, не виключаючи себе. Спочатку він заперечував, що когось убивав, але пізніше він зізнався в телевізійному інтерв'ю, що він убивця.
Деякі з його брехливих заяв мають зрозумілі мотиви. У 1980-х роках він сказав, що йому нічого не відомо про зв'язок таких політичних діячів, як Сальво Ліма та Джуліо Андреотті, з мафією, але в 1990-х зізнався, що знав про такі зв'язки, і стверджував, що вдавався, бо політики, про які мова йде, тоді були при владі, і він побоювався за своє життя, навіть будучи під програмою захисту свідків.
Лише вбивство суддів Антимафії (Парламентська комісія з боротьби з мафією  (італ.)) Джованні Фальконе і Паоло Борселліно у 1992 році змусило Бушетта говорити про зв'язок між мафією та політиками. 6 листопада 1992 року Бушетта свідчив перед Антимафіозною комісією під головуванням Лучано Віоланте про зв'язок між Коза Ностра з Сальво Ліма та Джуліо Андреотті.
Коли мафіозі Сальваторе Чанчемі зізнався йому на суді в 1993 році, що він задушив двох його синів, Бушетта пробачив йому це, сказавши, що він знав, що він не міг відмовитися.
Бушетта помер у Нью-Йорку від раку 2000 року, коли йому був 71 рік; свої останні роки він мирно прожив у США.

## У популярній культурі
Бушетта був зіграний Ф. Мюрреєм Абрахамом у фільмі «Хресний 4. Фальконе», Вінсентом Ріоттом у серіалі «Дон Корлеоне». Також його зіграв П'єрфранческо Фавіно у фільмі «Зрадник» (2019) .
1. ↑  Bibliothèque nationale de France BNF: платформа відкритих даних — 2011.